# Al-Assifa
Al-Assifa (arabe : العاصفة, La Tempête) était la branche armée du mouvement Fatah. Il a été fondé en 1964 et était dirigé conjointement par Yasser Arafat et Khalil al-Wazir.
Lorsque Al-Assifa lancera ses premières opérations en janvier 1965, le lien n'est pas fait avec le Fatah afin de le protéger.
Tous ses membres sont volontaires et sont majoritairement des paysans et des étudiants qui ne se connaissaient pas entre eux en raison de la clandestinité du mouvement. Leurs armement est défectueux et insuffisant. Au cours des trois premières années, leur nombre est estimé entre 200 et 300 hommes. Une étude faite sur 300 morts au combat en 1968 montre que l'âge moyen des morts est de 24 ans et six mois. Au fil du temps, la majorité des forces al-Assifa ont été incorporées dans le palestinienne Organisation de libération, l'Armée de libération palestinienne. Bien que certaines unités ont conservé le nom al-Assifa dans les années 1980 et 1990, le Fatah finalement rebaptisé son armée aile d'Al-Assifa les Brigades des martyrs d'Al-Aqsa après le déclenchement de l'Intifada Al-Aqsa en 2000.
Le jour de l'an 1965, le Fatah a annoncé la formation de son aile militaire, a appelé les forces d'al - Assifa, dans le communiqué militaire n° 1. Cette déclaration a rapporté les premières attaques de la guérilla de Assifa contre Israël et a déclaré officiellement le lancement de la lutte armée pour l'indépendance palestinienne. À l'époque, le Fatah était loin d'être prêt pour l'activité militaire soutenue. Bien que al-Assifa était enracinée dans les mouvements de guérilla organisés connus sous le nom fedayins, il avait peu de bénévoles formés.
La plupart des pays arabes ont jugé les activités de guérilla d'Al-Assifa, aventurisme irresponsable qui pourrait entraîner une guerre prématurée avec Israël. En 1965, le commandement de l'armée libanaise a demandé que la presse libanaise l'interdit la publication de communiqués al-Assifa et des nouvelles de ses opérations. En janvier 1966 les représentants arabes de la Commission mixte d'armistice demandé la fin des activités d'al-Assifa au motif qu'ils étaient inefficaces et provoquant des représailles israéliennes. Les mesures visant à lutter contre ces incursions. Le roi Hussein de Jordanie tranquillement mais avec force a tenté d'empêcher al-Assifa d'opérer dans le territoire jordanien. Le premier des hommes d'al-Assifa mort au combat a été tué par la police des frontières jordaniennes alors que son unité revenait d'une mission en Israël.